# Митино (Островский район)
Митино — деревня в Островском районе Псковской области. Входит в состав Островской волости.
Расположена севернее реки Пенная, в 12 км к востоку от центра города Остров.
| 2001 | 2002 | 2010 | 2013 |
| ---- | ---- | ---- | ---- |
| 3    | →3   | ↘2   | →2   |

## История
Деревня до апреля 2015 года входила в состав ныне упразднённой Городищенской волости района.